# Спахићи (Бихаћ)
Спахићи су насељено мјесто у Босни и Херцеговини у општини Бихаћ које административно припада Федерацији Босне и Херцеговине. Према попису становништва из 1991. у насељу је живјело 666 становника.

## Становништво
| Националност       | 1991.        | 1981.        | 1971.        |
| Муслимани          | 611 (91,74%) | 534 (97,09%) | 528 (99,81%) |
| Срби               | 0            | 0            | 0            |
| Хрвати             | 0            | 0            | 1 (0,18%)    |
| Југословени        | 0            | 3 (0,54%)    | 0            |
| остали и непознато | 55 (8,25%)   | 13 (2,36%)   | 0            |
| Укупно             | 666          | 550          | 529          |